# Henrietta H. Fore
Henrietta H. Holsman Fore (Chicago, Illinois - 12 de setembro de 1948) é uma diplomata americana, atual Diretora Executiva do UNICEF. Foi Presidente e CEO da Holsman International, uma empresa de manufatura e investimentos e a primeira mulher Administradora da Agência dos Estados Unidos para o Desenvolvimento Internacional (USAID), nomeada pelo ex-presidente dos EUA, George W. Bush. Henrietta também foi Diretora da Assistência Externa dos Estados Unidos e a 37ª Diretora da Casa da Moeda no Departamento do Tesouro americano.

## Biografia

### Infância e educação
Fore nasceu em Chicago, Illinois. Sua mãe era sueca e seu pai serviu no exército durante a Primeira Guerra Mundial.
Em 1966, graduou-se na Baldwin School, um internato particular para meninas em Bryn Mawr, Pensilvânia. Em 1970, Fore recebeu o diploma de Bachelor of Arts (B.A) em História, Economia e Arte pela Wellesley College e em 1975, o título de Master of Science (MS) em Administração Pública pela University of Northern Colorado.

### Carreira Profissional
Após a faculdade, em 1989, Fore trabalhou para o Governo Federal dos EUA. Até então trabalhava em uma das empresas de seu pai, uma pequena fábrica de manufatura do setor siderúrgico, cargo que ocupou por 12 anos.
Entre 1977 a 1989, foi Presidenta e Diretora da Stockton Wire Products e de 1981 a 1989, Diretora e Presidenta do Conselho da Pozacorp, Inc., ambas empresas de Burbank, Califórnia.
No início da sua carreira na USAID, entre 1989 a 1993, foi nomeada para os cargos de Administradora Assistente para a Ásia e Administradora Assistente para a Empresa Privada.

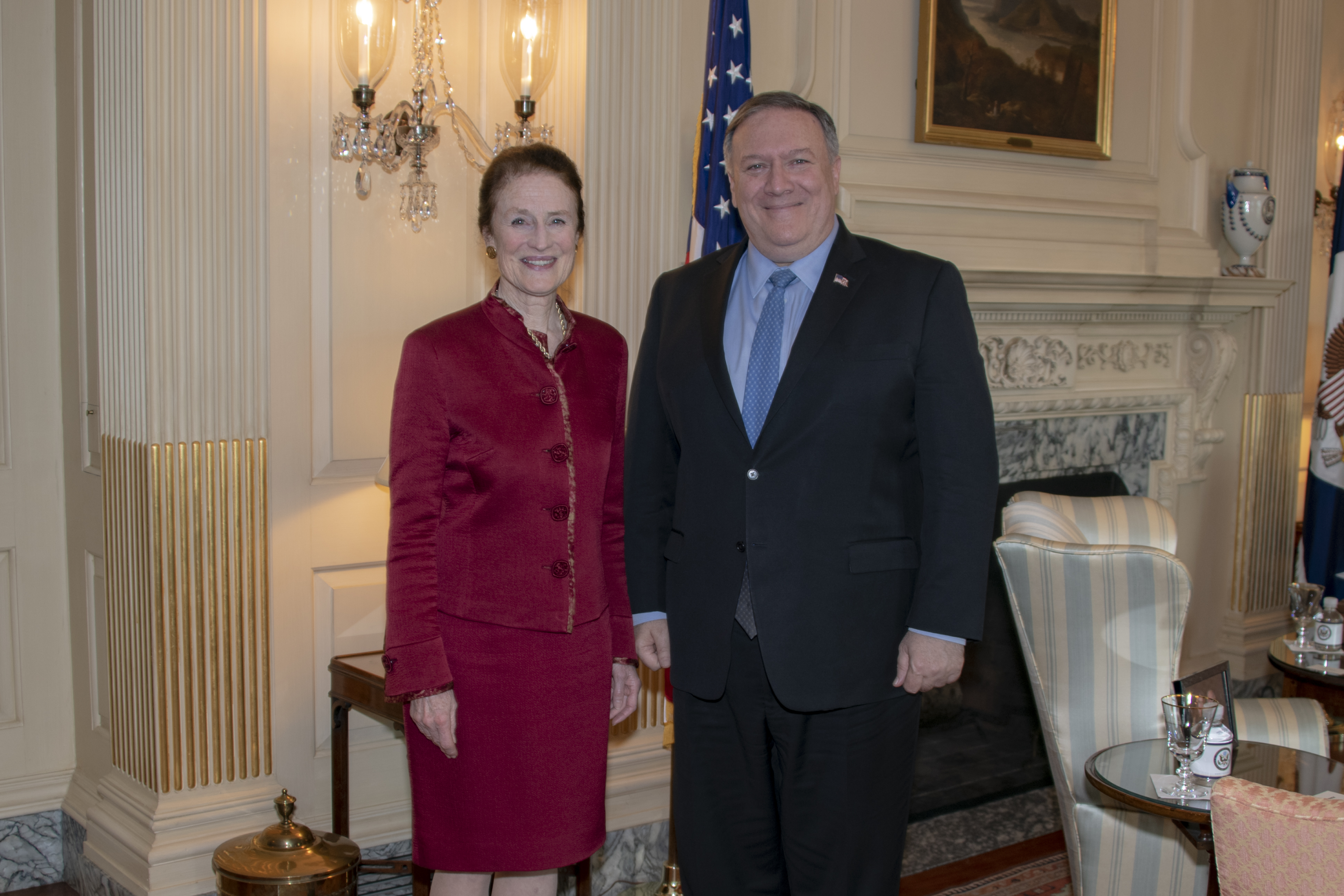
Fore em reunião com Secretário de Estado dos EUA, Mike Pompeo no Departamento de Estado dos EUA, em 10 de abril de 2019.

De 2001 a 2005, atuou como a 37º Diretora da Casa da Moeda no Departamento do Tesouro dos EUA.
De 2005 a 2007, ocupou os cargos de Subsecretária de Estado de Administração e Diretora de Operações do Departamento de Estado dos Estados Unidos.
De maio de 2007 a janeiro de 2009, Henrietta atuou como a 13º Administradora da Agência dos Estados Unidos para o Desenvolvimento Internacional (USAID) e Diretora de Assistência Externa dos Estados Unidos, ocupando cargo equivalente a Vice-Secretário de Estado.
Fore também fez parte dos Conselhos de Administração e de Curadores de várias empresas públicas, nacionais e internacionais, incluindo Co-Presidente Global da Asia Society, Presidente da Iniciativa de Investimento do Médio Oriente, e Co-Presidente da Women Corporate Directors. Também fez parte dos Conselhos de Administração do Center for Strategic and International Studies (CSIS), Aspen Institute, Committee Encouraging Corporate Philanthropy (CECP) e do Center for Global Development (CGD).
Em janeiro de 2018, Fore foi nomeada Diretora Executiva do UNICEF. Sob sua direção, em 2020, a organização trabalhou em parceria com a GAVI Alliance, Coalizão para Inovações em Preparação para Epidemias (CEPI) e a Organização Mundial da Saúde (OMS), entre outras, para facilitar a vacinação no combate à pandemia de COVID-19.

### Vida pessoal
Fore casou-se durante seu último ano de faculdade com Richard L. Fore, com quem tem quatro filhos.

## Lideranças e filiações
- 1977-2017: Stockton Wire Products, Presidenta do Conselho de Administração.
- 1981-1989: Pozacorp, Inc., Presidenta do Conselho.
- 1987: Stanford Graduate School of Business, Diretoria do Conselho.
- 1987-1989: Water Quality Management, Membro.
- 1993-2017: Asia Society, Co-presidente, Membro do Conselho Global de Diretores.
- 1993-2017: The Aspen Institute, Membro do Conselho Curador.
- 1993-2017: Committee Encouraging Corporate Philanthropy (CECP), Membro do Conselho.
- 1993-2017: Holsman International, Presidente e CEO.
- 1995-2017: Center for Strategic and International Studies (CSIS), Administradora do Conselho.
- 2009-2015: Women Corporate Directors Foundation (Nova York), Co-presidente.
- 2010-2017: Committee for Economic Development of The Conference Board (CED), Membro do Conselho Curador.
- 2010-2017: Thervance Biopharma US, Inc., Diretora Independente.
- 2011-2017: Center for Global Development, Membro.
- 2012-2017: ExxonMobil, Diretora Independente.
- 2014-2017: Initiative for Global Development, Membro.
- 2014-2017: General Mills, Diretora Independente.
- 2015-2017: Middle East Investment Initiative, Presidente do Conselho de Administração.
- 2016-2017: Essilor International SA, Diretora Independente.
- American Academy of Diplomacy, Membro.
- American Leadership for a WaterSecure World Campaign Cabinet, Membro.
- Chief Executives Organization (CEO), Membro.
- Committee of 200, Membro.
- Council on Foreign Relations, Membro.
- Economic Club of New York, Membro.
- International Women's Forum, Membro.
- Overseas Private Investment Corporation, Membro.
- Millennium Challenge Corporation, Membro.
- Wellesley College Business Leadership Council, Membro.
- Young Presidents' Organization (YPO) / World Presidents Organization (WPO), Membro.

## Prêmios e reconhecimento
- 2005: Prêmio Alexander Hamilton, a maior honraria do Departamento do Tesouro dos EUA.[1]
- 2009: Prêmio Distinguished Service, o maior prêmio que pode ser concedido pelo Secretário de Estado dos EUA.[4]

## Trabalhos e publicações selecionados
- Ghebreyesus, Tedros Adhanom; Fore, Henrietta; Birtanov, Yelzhan; Jakab, Zsuzsanna (outubro de 2018). «Primary health care for the 21st century, universal health coverage, and the Sustainable Development Goals». The Lancet. 392 (10156): 1371–1372. PMID 30343843. doi:10.1016/S0140-6736(18)32556-X. Consultado em 2 de dezembro de 2021
- Berkley, Seth; Fore, Henrietta (26 de abril de 2019). «Health for all». Science. 364 (6438): 309. PMID 31023899. doi:10.1126/SCIENCE.AAX7591. Consultado em 4 de dezembro de 2021
- Fore, Henrietta H (julho de 2020). «A wake-up call: COVID-19 and its impact on children's health and wellbeing». The Lancet Global Health. 8 (7): e861–e862. PMC 7217644. PMID 2405458. doi:10.1016/S2214-109X(20)30238-2
- Fore, Henrietta H; Dongyu, Qu; Beasley, David M; Ghebreyesus, Tedros A (22 de agosto de 2020). «Child malnutrition and COVID-19: the time to act is now» (PDF). The Lancet. 396 (10250): 517–518. PMC 7384790. PMID 32730742. doi:10.1016/S0140-6736(20)31648-2. Consultado em 4 de dezembro de 2021